# Centrum voor Burgerlijke Vrijheden
Centrum voor Burgerlijke Vrijheden (Oekraïens: Центр Громадянських Свобод, Engels: Center for Civil Liberties (CCL)) is een in 2007 opgerichte Oekraïense mensenrechtenorganisatie. Centrum voor Burgerlijke Vrijheden werd opgericht door advocate Oleksandra Matviychuk met als doel de Oekraïense regering onder druk te zetten om het land democratischer te maken. 
In 2022 kreeg Centrum voor Burgerlijke Vrijheden, samen met Ales Bjaljazki en de Russische organisatie Memorial, de Nobelprijs voor de Vrede voor het promoten van het recht om machthebbers te bekritiseren, en het beschermen van de fundamentele rechten van burgers.